# مایک واندرلیچ
مایک واندرلیچ (انگلیسی: Mike Wunderlich؛ زادهٔ ۲۵ مارس ۱۹۸۶) بازیکن فوتبال اهل آلمان است.
از باشگاه‌هایی که در آن بازی کرده‌است می‌توان به باشگاه فوتبال اف‌اس‌وی فرانکفورت، باشگاه فوتبال کایزرسلاوترن، باشگاه فوتبال روت‌وایس اسن، و باشگاه فوتبال کلن اشاره کرد.